# Eydie Gormé
Eydie Gormé (Nachname auch in der Schreibweise Gorme, * 16. August 1928 in New York als Edith Garmezano, möglicherweise Gormezano; † 10. August 2013 in Las Vegas, Nevada) war eine US-amerikanische Popmusik-Sängerin. Als Solistin und im Duett mit ihrem Ehemann Steve Lawrence veröffentlichte sie von den 1950er bis zu den 1970er Jahren mehrere erfolgreiche Schallplatten. Für ihre Platten und Fernsehproduktionen wurde sie mit zwei Grammys ausgezeichnet.

## Leben
Eydie war das jüngste der drei Kinder einer jüdischen Einwandererfamilie. Der Vater wurde in Sizilien, die Mutter in der Türkei geboren. Neil Sedaka war ihr Cousin. Eydie wuchs zweisprachig auf, denn in der Familie wurden Englisch und Ladino gesprochen. Schon mit drei Jahren trat sie in einer Radiosendung auf, als Highschool-Absolventin war sie Mitglied einer Band. Nach ihrem Highschool-Abschluss arbeitete sie als Spanisch-Dolmetscherin in einer Bühnenausstattungsfirma und besuchte abends das New Yorker City College. Ab 1950 begann Eydie, professionell als Sängerin mit verschiedenen Bands zu arbeiten, unter anderem bei Tommy Tucker. Sie änderte ihren Geburtsnamen Edith zunächst in Edie, wechselte aber zu Eydie, da der Name häufig fälschlich als Eddie verstanden wurde.
1952 schloss sie einen Schallplattenvertrag bei Coral Records und begann ihre ersten Solosingles unter ihrem Künstlernamen Eydie Gormé zu veröffentlichen. Ihre erste Single erschien noch 1952 mit den Titeln That Night of Heaven / Tell Me More und der Katalog-Nummer 60879. Ab September 1953 wurde sie Stammgast in der New Yorker Radioshow Tonight. Dort lernte sie 1954 ihren späteren Gesangspartner und Ehemann Steve Lawrence kennen. Schon im selben Jahr erschien ihre erste Duettplatte Make Yourself Comfortable / I’ve Gotta Crow (Coral 61313).
Gormé wechselte 1955 zur Plattenfirma ABC Records, und mit der A-Seite ihrer zweiten ABC-Single Too Close for Comfort kam sie im April 1956 erstmals in die US-Charts mit Platz 39 als bester Notierung. Ebenso konnte sich die Nachfolgeplatte mit Mama, Teach Me to Dance im Juli desselben Jahres auf den 34. Rang platzieren. Am 29. Dezember 1957 heirateten Eydie Gormé und Steve Lawrence. Im Mai 1958 hatte Gormé mit dem Titel You Need Hands ihren bisher größten Erfolg, er kam in den US-Charts auf Platz 11. Gleichzeitig hatte sie mit Love Me Forever ihren ersten Erfolg in Großbritannien. In den dortigen Hitlisten stieg der Titel bis zum Platz 21 auf. Es folgte eine längere Phase ohne nennenswerte Singleerfolge, auch die Duettplatten mit Lawrence (Steve & Eydie) verkauften sich vorerst nicht. Einzige Ausnahme war der Titelsong der Duett-Langspielplatte We Got Us, der 1960 mit dem Grammy für die beste Vokalgruppenproduktion ausgezeichnet wurde. Zudem war das von Steve & Eydie gesungene Lied The Facts of Life von Johnny Mercer aus dem gleichnamigen Film von 1960 für einen Oscar nominiert.

Welterfolg mit Blame It on the Bossa Nova auf Columbia # 42661

Erst 1963 fand Gormé in die Erfolgsspur zurück. Nachdem sie ein Jahr zuvor zur Plattenfirma Columbia Records gewechselt war, wurde dort im Januar 1963 auf der dritten Gormé-Single der Titel Blame It on the Bossa Nova veröffentlicht. Im März hielt der Song Einzug in die Billboard Hot 100, stieg bis Platz 7 auf und war insgesamt 15 Wochen lang notiert. Er brachte Gormé eine Grammy-Nominierung ein. Das Stück wurde auch international zum Erfolg. Gormé machte von dieser Aufnahme eine Version in spanischer Sprache (ihrer zweiten Muttersprache), die in Südamerika großen Erfolg hatte. In Brasilien, dem Heimatland des Bossa Nova, kam der Song auf den 15. Platz. 
Die berühmte lateinamerikanische Gruppe Trio Los Panchos besuchte daraufhin den Klub Copacabana in Manhattan, wo Gormé sang. Die lateinamerikanischen Musiker waren so beeindruckt, dass sie Gormé baten, gemeinsam ein Album zu gestalten. Es resultierte 1964 das Album Amor - Great Love Songs in Spanisch, Columbia Mono CL 2203, Stereo CS 9003, worin Gormé derart perfekt lateinamerikanisches Spanisch singt, dass Uneingeweihte keine US-Amerikanerin als Sängerin vermuten. Bis 1964 hatte Eydie Gormé noch weitere vier Hot-100-Platzierungen und auch die beiden Duett-Titel mit Steve Lawrence I Want to Stay Here (28.) und I Can’t Stop Talking About You (35.) kamen 1963 unter die Top 40.
Anschließend folgte wieder eine erfolglose Phase, unterbrochen nur 1966 mit dem Titel If He Walked into My Life. Er kam in den US Adult Contemporary Charts (AC) auf den 5. Platz und wurde mit dem Grammy Beste weibliche Vokalproduktion ausgezeichnet. 1967 erhielt sie zusammen mit ihrem Mann ein Engagement im Broadway-Musical Golden Rainbow, in dem beide bis 1969 in 385 Vorstellungen auftraten. Columbia Records brachte Gormés Musicalsong How Could I Be So Wrong auf einer Single heraus, und dieser Titel kam in den AC-Charts auf Platz 22. Nach zwei Singleveröffentlichungen 1969 bei RCA Victor war die Zeit der regelmäßigen Plattenveröffentlichungen zu Ende. Nur noch vereinzelt erschienen in den 1970er Jahren Singles bei unterschiedlichen Labels.
Mit ihrem Mann spezialisierte sich Gormé nun auf Fernsehproduktionen. 1975 entstand das TV-Special Our Love Is Here to Stay, eine Hommage an George Gershwin. Daraus wurde eine Langspielplatte veröffentlicht, die einen Grammy gewann. Nach zwei Grammy-Nominierungen 1976 und 1977 für die beiden von Eydie Gormé in Lateinamerika herausgebrachten Langspielplatten La Gormé on Gala Records und Muy Amigos Close Friends wurden für die TV-Produktion Steve and Eydie Celebrate Irving Berlin sieben Grammys vergeben. 1979 nahmen Gormé und Lawrence unter dem Pseudonym Parker and Penny den Eurovisions-Siegertitel Hallelujah auf, mit dem sie bei den US Adult Contemporary Charts Platz 46. erreichten. 1989 brachten beide auf dem eigenen Label GL Music die Langspielplatte Alone Together heraus. Daneben hatte das Paar Auftritte in Las Vegas, New York und Los Angeles. In den Jahren 1990 und 1991 nahmen sie an Frank Sinatras Tournee Diamond Jubilee anlässlich seines 75. Geburtstages teil.
Damals ließen sich er und Gormé auch in Las Vegas nieder, wo sie über viele Jahre gemeinsam auf der Bühne standen, allein zehn Jahre als Hauptshow im Caesars Palace. Viermal gewannen sie dabei den Las Vegas Entertainment Award für den Musical Variety Act des Jahres. Lawrence und Gormé sind auch auf dem Hollywood Walk of Fame verewigt und für ihr Lebenswerk von der Songwriters Hall of Fame ausgezeichnet worden.
Das Ehepaar Lawrence-Gormé hat einen gemeinsamen Sohn, David Lawrence, der ein erfolgreicher Filmkomponist ist (u. a. American Pie 2 und High School Musical) und auch als Albumproduzent mit seinen Eltern zusammenarbeitete. Ein weiterer Sohn starb 1986 im Alter von 23 Jahren.

## Solo-Diskografie

### US-Singles
| Titel                                                           | Katalog-Nr. | Veröffentlichung |
| --------------------------------------------------------------- | ----------- | ---------------- |
|                                                                 | Coral       |                  |
| That Night of Heaven / Tell Me More                             | 60879       | 1952             |
| Don’t Tell Lies / Love Me Not Just a Little                     | 60921       | 1952             |
| Frenesi / All Night Long                                        | 60977       | 1952             |
| Cocoanuts / Uska Dara                                           | 60999       | 1952             |
| I Danced With My Darling / I’d Be Forgotten                     | 61036       | 1953             |
| Gimme Gimme John / Fini                                         | 61093       | 1953             |
| Crocodile Tears / Fallen Apples                                 | 61138       | 1954             |
| Climb Up The Wall / Tea for Two                                 | 61189       | 1954             |
| Chain Reaction / Sure                                           | 61213       | 1954             |
| Give a Fool a Chance / A Girl Can’t Say                         | 61347       | 1955             |
| Soldier Boy / What Is The Secret to Success                     | 61481       | 1955             |
| Climb Up the Wall / Usha Dara                                   | 61760       | 1956             |
|                                                                 | ABC         |                  |
| Come Home / Sincerely Yours                                     | 9655        | 1955             |
| Too Close for Comfort / That’s How                              | 9684        | 1956             |
| Mama, Teach Me to Dance / You Bring Out the Lover in Me         | 9722        | 1956             |
| Soda Pop Hop / I’ve Got A Right to Cry                          | 9758        | 1956             |
| I’ll Come Back / It’s a Pity to Say Goodnight                   | 9773        | 1956             |
| I’ll Take Romance / First Impression                            | 9780        | 1957             |
| You Kisses Kill Me / Kiss in Your Eyes                          | 9817        | 1957             |
| When Your Lover Has Gone / Until They Sail                      | 9852        | 1957             |
| Love Me Forever / Let Me Be Loved                               | 9863        | 1957             |
| You Need Hands / Dormi Dormi Dormi                              | 9925        | 1958             |
| Gotta Have Rain / To You From Me                                | 9944        | 1958             |
| Toot Toot Tootsie Goodbye / Who’s Sorry Now                     | 9968        | 1958             |
| The Voice in My Heart / Separate Tables                         | 9971        | 1958             |
| I’m Yours / Don’t Take Your Love From Me                        | 10006       | 1959             |
| Taking a Chance On Love / The Years Between                     | 10041       | 1959             |
| Happiness / Fool Around                                         | 10061       | 1959             |
| The Dance Is Over / To Young to Know                            | 10111       | 1960             |
| Be Sure My Love / I Will Follow You                             | 10155       | 1960             |
| Fly Me to the Moon / I’m Yours                                  | 10383       | 1962             |
|                                                                 | Columbia    |                  |
| Sonny Boy / Yes My Darling Daughter                             | 42424       | 1962             |
| Where Is Love / Before Your Time                                | 42607       | 1962             |
| Blame It on the Bossa Nova / Guess I Should Have Loved Him More | 42661       | 1963             |
| Theme From Light Fantastic / Don’t Try to Fight It Baby         | 42790       | 1963             |
| The Message / Everybody Go Home                                 | 42854       | 1963             |
| Something to Live for / The Friendliest Thing                   | 42953       | 1964             |
|                                                                 | Calendar    |                  |
| How Could I Be So Wrong / He Needs Me Now                       | 1002        | 1967             |
| This Girl’s in Love With You / It’s You Again                   | 1004        | 1968             |
|                                                                 | RCA Victor  |                  |
| Runaway / Girl With a Suitcase                                  | 206         | 1969             |
| Tonight I’ll Say a Prayer / Wild One                            | 250         | 1969             |

### US-Vinyl-Langspielplatten
| Titel                                  | Katalog-Nr.   | Veröffentlichung |
| -------------------------------------- | ------------- | ---------------- |
| Delight                                | Coral 57109   | 1956             |
| Eydie Gorme                            | ABC 150       | 1957             |
| Eydie Swings the Blues                 | ABC 192       | 1957             |
| Eydie Gorme Vamps the Roaring 20’s     | ABC 218       | 1958             |
| Eydie in Love                          | ABC 246       | 1958             |
| Eydie Gorme Sings Showstoppers         | ABC 254       | 1958             |
| Love Is a Season                       | ABC 273       | 1958             |
| Eydie Gorme on Stage                   | ABC 307       | 1959             |
| Eydie in Dixieland                     | ABC 343       | 1959             |
| Come Sing With Me                      | UA 1412       | 1961             |
| I Feel So Spanish                      | UA 3152       | 1961             |
| The Very Best of Eydie Gorme           | UA 3189       | 1961             |
| Blame It on the Bossa Nova             | Columbia 2012 | 1963             |
| Let the Good Times Roll                | Columbia 2065 | 1963             |
| Gorme Country Style                    | Columbia 2120 | 1964             |
| Eydie Gorme Sings The Best of Romances | ABC 512       | 1965             |
| Don’t Go to Strangers                  | Columbia 9276 | 1966             |
| Softly, as I Leave You                 | Columbia 9394 | 1967             |
| The Look of Love                       | Columbia 9652 | 1968             |

## Charts und Chartplatzierungen

### Alben
| Jahr | Titel                              | Höchstplatzierung, Gesamtwochen, AuszeichnungChartsChartplatzierungen (Jahr, Titel, Platzierungen, Wochen, Auszeichnungen, Anmerkungen) | Anmerkungen |
| Jahr | Titel                              | US | Anmerkungen |
| ---- | ---------------------------------- | --- | ----------- |
| 1958 | Eydie Gorme Vamps the Roaring 20’s | US19 (4 Wo.)US |             |
| 1963 | Blame It On The Bossa Nova         | US22 (22 Wo.)US |             |
| 1964 | Gorme Country Style                | US143 (3 Wo.)US |             |
| 1964 | Amor                               | US54 (22 Wo.)US |             |
| 1965 | More Amor                          | US53 (11 Wo.)US |             |
| 1966 | Don’t Go To Strangers              | US22 (37 Wo.)US |             |
| 1967 | Softly, As I Leave You             | US85 (18 Wo.)US |             |
| 1967 | Together On Broadway               | US136 (6 Wo.)US |             |
| 1968 | Eydie Gorme’s Greatest Hits        | US148 (9 Wo.)US |             |
| 1970 | Tonight I’ll Say A Prayer          | US105 (12 Wo.)US |             |

### Singles
| Jahr | Titel Album                       | Höchstplatzierung, Gesamtwochen, AuszeichnungChartplatzierungen (Jahr, Titel, Album, Platzierungen, Wochen, Auszeichnungen, Anmerkungen) | Höchstplatzierung, Gesamtwochen, AuszeichnungChartplatzierungen (Jahr, Titel, Album, Platzierungen, Wochen, Auszeichnungen, Anmerkungen) | Höchstplatzierung, Gesamtwochen, AuszeichnungChartplatzierungen (Jahr, Titel, Album, Platzierungen, Wochen, Auszeichnungen, Anmerkungen) | Anmerkungen                      |
| Jahr | Titel Album                       | DE | UK | US | Anmerkungen                      |
| ---- | --------------------------------- | --- | --- | --- | -------------------------------- |
| 1956 | Too Close for Comfort Eydie Gormé | — | — | US39 (14 Wo.)US |                                  |
| 1956 | Mama, Teach Me to Dance –         | — | — | US34 (11 Wo.)US |                                  |
| 1957 | I’ll Take Romance –               | — | — | US65 (11 Wo.)US |                                  |
| 1957 | Your Kisses Kill Me –             | — | — | US53 (2 Wo.)US |                                  |
| 1957 | Love Me Forever –                 | — | UK21 (5 Wo.)UK | US86 (2 Wo.)US |                                  |
| 1958 | You Need Hands –                  | — | — | US32 (11 Wo.)US |                                  |
| 1958 | Gotta Have Rain –                 | — | — | US63 (7 Wo.)US |                                  |
| 1959 | The Voice in My Heart –           | — | — | US88 (1 Wo.)US |                                  |
| 1962 | Yes My Darling Daughter –         | — | UK10 (9 Wo.)UK | — |                                  |
| 1962 | Blame It on the Bossa Nova        | DE1 (20 Wo.)DE | UK32 (6 Wo.)UK | US7 (15 Wo.)US |                                  |
| 1963 | Don’t Try to Fight It, Baby –     | — | — | US53 (7 Wo.)US |                                  |
| 1963 | I Want to Stay Here –             | — | UK3 (13 Wo.)UK | US28 (11 Wo.)US | mit Steve Lawrence               |
| 1963 | Everybody Go Home –               | — | — | US80 (6 Wo.)US |                                  |
| 1963 | I Can’t Stop Talking About You –  | — | — | US35 (9 Wo.)US | mit Steve Lawrence               |
| 1964 | I Want You to Meet My Baby –      | — | — | US43 (8 Wo.)US |                                  |
| 1964 | Can’t Get Over (The Bossa Nova) – | — | — | US87 (3 Wo.)US |                                  |
| 1969 | Tonight I’ll Say a Prayer –       | — | — | US45 (12 Wo.)US |                                  |
| 1972 | We Can Make It Together –         | — | — | US68 (10 Wo.)US | mit Steve Lawrence & the Osmonds |

## Auszeichnungen für Musikverkäufe
| Platin-Schallplatte - Spanien - 1994: für das Album 24 grandes canciones |

| Land/RegionAuszeichnungen für Musikverkäufe (Land/Region, Auszeichnungen, Verkäufe, Quellen) | Gold | Platin  | Verkäufe | Quellen             |
| -------------------------------------------------------------------------------------------- | ---- | ------- | -------- | ------------------- |
| Spanien (Promusicae)                                                                         | —    | Platin1 | 100.000  | elportaldemusica.es |
| Insgesamt                                                                                    | —    | Platin1 |          |                     |